# ウェポン級駆逐艦
ウェポン級駆逐艦（ウェポンきゅうくちくかん、英語: Weapon-class destroyer）はイギリス海軍駆逐艦の艦級。大型・強力な後期バトル級を補完する廉価型駆逐艦として、1943年度計画で20隻の建造が予定されたものの、第二次世界大戦の終結を受けて大部分の建造が中止され、4隻のみが竣工した。

## 来歴
第二次世界大戦中、イギリス海軍は、O級からCr級まで14次にわたる戦時急造艦隊を建造していた。これらは順次に装備の改正を重ねてはいたものの、特にQ級以降は基本設計をほとんど変更しないことで量産性を向上させ、112隻という大量建造を実現した。
その後、戦局の安定に伴い、1942年度計画では、新しいバトル級の建造が開始された。これは従来の戦時急造駆逐艦の設計から脱却し、両用砲と高角機銃を多数搭載した強力な艦隊駆逐艦であった。しかしこの結果としてコストの高騰を招き、艦隊駆逐艦を全て同級で充足することは不可能となった。このため、海軍はハイ・ロー・ミックス運用を採択し、同年度計画では、バトル級とともに、同級を補完する中間的（廉価型）駆逐艦としてCh・Co・Cr級が建造されていた。
しかしC級を含めた戦時急造駆逐艦は、もともと、1937年度計画のL級の建造コストが高かったために、戦時量産に備えて性能をダウングレードした中間的駆逐艦を祖としており、戦訓や技術進歩を反映して装備の更新を重ねたとはいえ、1942年春の時点で、既に性能的な陳腐化が指摘されていた。このことから1943年度計画で後期バトル級を補完する中間的駆逐艦としては、戦時急造駆逐艦と同程度としてコストを抑制しつつ、設計を刷新した艦が建造されることとなった。これが本級である。なお本級のうち2隻は、1942年度計画の第15次戦時急造艦隊（Ce級）として発注されたもののキャンセルされた艦の発注を振り替えて建造されている。

## 設計
上記の経緯より、規模としては戦時急造駆逐艦と同程度が志向されたが、結局基準排水量にして約200トンの大型化となった。その大きな要因となったのが、缶室と機械室のシフト配置化である。従来のイギリス駆逐艦は左右両舷のボイラーとタービンを左右に並べて配置するパラレル配置であったが、1941年、シフト配置を採用したアメリカ海軍のグリーブス級駆逐艦「キアニー」がアイスランド近海で被雷した際に優れた生残性を示したことを目の当たりにして、イギリス海軍でもこの種のシフト配置に興味を持つようになった。当初は同年度計画の後期バトル級での採用が検討されていたものの、設計を大規模に変更することによる不確定要素を避けるために見送られ、本級での採用となったものである。
J級以降のイギリス駆逐艦は煙突を1本としてきたが、このシフト配置化に伴い、本級ではトライバル級以前と同様に2本煙突となった。また1番煙突はラティスマストの基部と一体化しており、マック構造となっている。
また機関構成そのものについても変更が加えられている。ボイラーとしては、従来は連綿とアドミラルティ式3胴型水管ボイラーが採用されてきたのに対し、本級ではアメリカ製のフォスター・ホイーラー式に変更された。蒸気性状も、温度750 °F (399 °C)、圧力400 lbf/in2 (28 kgf/cm2)と高温高圧化が図られており、「バトルアクス」「ブロードソード」では圧力430 lbf/in2 (30 kgf/cm2)とさらに高圧化された。なお主機は従来と同様にパーソンズ式オール・ギヤード・タービンとされたが、本級では設計ミスと後進タービン・ケーシングの鋳造不良のため、竣工直後は機関トラブルに悩まされることとなった。
電源としては、従来の戦時急造駆逐艦では蒸気タービン主発電機（出力155キロワット）2基とディーゼル停泊発電機（出力50キロワット）2基、待機発電機（出力10キロワット）1基を搭載していたのに対し、本級では装備の更新に伴う電力需要増大を受けて、蒸気タービン主発電機（出力200キロワット）2基とディーゼル停泊発電機（出力100キロワット）2基に増強した。

## 装備

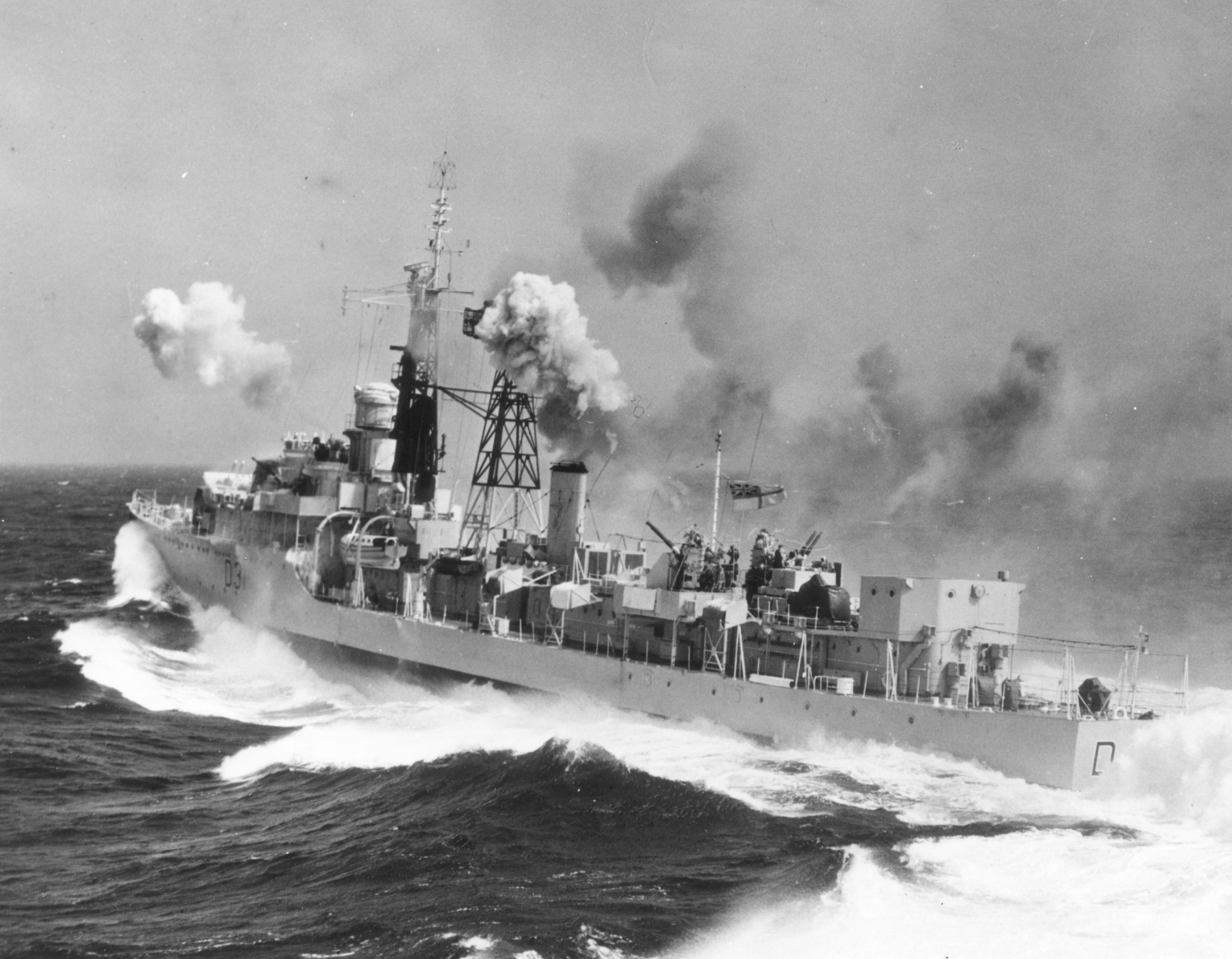
A/D艦に改修後の「HMS ブロードソード」

1942年2月、第三海軍卿は、同年度以降の艦では新開発の4.5インチ砲を搭載することを決定していたことから、当初、本級でもこの砲の搭載が検討された。船体規模やコスト、開発期間の観点から、4.5インチ砲を搭載する場合は、Z級やC級で使われていた最大仰角55度の砲架と組み合わせた単装砲架となる予定であった。しかしこの場合、ハント級やブラックスワン級スループなどで採用されていた4インチ連装砲と比して、1発あたりの重量は勝るものの、発射速度を勘案すると有意な差が生じないと試算されたことから、4インチ連装砲3基搭載の案と4.5インチ単装砲4基搭載の案が作成されることとなった。防空火力なども勘案した結果、最終的に前者が採択され、45口径10.2cm連装高角砲（QF 4インチ砲Mk.XVI）3基が搭載された。射撃指揮装置としては、後期バトル級と同様にアメリカ製のMk.37方位盤が検討されていたものの実現せず、前期バトル級と同じく、フライプレーン照準算定機と連動したMk.VI両用方位盤が搭載された。
近距離用の対空兵器としては、新開発の56口径40mm6連装機銃も検討されたものの実現せず、STAAG（Stabilized Tachymetric Anti-Aircraft Gun）式56口径40mm連装機銃2基と70口径20mm連装機銃2基の構成となった。また近接防空火力強化の要請から、後に70口径20mm連装機銃は56口径40mm単装機銃に換装された。
対艦兵器としては、回転式の21インチ5連装魚雷発射管2基が搭載された。また対潜兵器としては、爆雷5発斉射パターン（爆雷投射機2基、投下軌条2条、爆雷50発）とされたが、必要に応じて5連装魚雷発射管1基を撤去し、爆雷10発斉射パターンに増備することも想定されていた。ただし実際には、「バトルアクス」「ブロードソード」では2番砲、「クロスボウ」「スコーピオン」では4番砲の位置にスキッド対潜迫撃砲2基を搭載して竣工した。
また1958年～1959年にかけてA/D艦への改修が行われており、前後煙突の間に新たにトラス上マストを設置し、その頂部に長距離捜索用の965型レーダーのAEK-1型アンテナを配置している。

## 同型艦
| ＃       | 艦名                          | 建造所                                    | 起工            | 進水            | 就役            | その後                                             |
| -------- | ----------------------------- | ----------------------------------------- | --------------- | --------------- | --------------- | -------------------------------------------------- |
| G18 D118 | バトルアクス HMS Battleaxe    | ヤーロウ社、 スコッツタウン造船所         | 1944年 4月22日  | 1945年 6月12日  | 1947年 10月23日 | 1964年解体                                         |
| G31 D31  | ブロードソード HMS Broadsword | ヤーロウ社、 スコッツタウン造船所         | 1944年 7月20日  | 1946年 2月4日   | 1948年 10月4日  | 1968年解体                                         |
| G74      | カットラス HMS Cutlass        | ヤーロウ社、 スコッツタウン造船所         | 不明            | 1946年 3月20日  | 未完成          | 1945年12月23日に建造中止、1946年にトゥルーンで解体 |
| G23      | ダガー HMS Dagger             | ヤーロウ社、 スコッツタウン造船所         | 1945年 3月7日   | 未進水          | 未完成          | 1945年12月23日に建造中止、解体                     |
| G96 D96  | クロスボウ HMS Crossbow       | ソーニクロフト社、 ウールストン造船所     | 1944年 8月26日  | 1945年 12月20日 | 1948年 3月4日   | 1972年解体                                         |
| G28      | カルヴァリン HMS Culverin     | ソーニクロフト社、 ウールストン造船所     | 1944年 4月27日  | 1946年 3月      | 未完成          | 1946年にグレイズで解体                             |
| G44      | ハウィツアー HMS Howitzer     | ソーニクロフト社、 ウールストン造船所     | 1945年 2月26日  | 未進水          | 未完成          | 1945年10月5日に建造中止、解体                      |
| G55      | ロングボウ HMS Longbow        | ソーニクロフト社、 ウールストン造船所     | 1945年 4月11日  | 未進水          | 未完成          | 1945年9月25日に建造中止、解体                      |
| G64 D64  | スコーピオン HMS Scorpion     | J・サミュエル・ホワイト社、 カウズ造船所  | 1944年 12月16日 | 1946年 8月15日  | 1947年 9月17日  | 1971年解体                                         |
| G85      | ソード HMS Sword              | J・サミュエル・ホワイト社、 カウズ造船所  | 不明            | 未進水          | 未完成          | 1945年10月5日に建造中止、解体                      |
| G85      | マスケット HMS Musket         | J・サミュエル・ホワイト社、 カウズ造船所  | 不明            | 未進水          | 未完成          | 1945年10月5日に建造キャンセル                      |
| 未指定   | ランス HMS Lance              | J・サミュエル・ホワイト社、 カウズ造船所  | 未起工          | 未進水          | 未完成          | 1945年10月5日に建造キャンセル                      |
| G82      | カロネード HMS Carronade      | スコッツ社、 グリーノック造船所           | 不明            | 1946年 4月      | 未完成          | 1945年12月23日に建造中止、1946年にトゥルーンで解体 |
| G34      | クレイモア HMS Claymore       | スコッツ社、 グリーノック造船所           | 不明            | 未進水          | 未完成          | 1945年9月25日に建造中止、解体                      |
| G02      | ダーク HMS Dirk               | スコッツ社、 グリーノック造船所           | 未起工          | 未進水          | 未完成          | 1945年9月25日に建造キャンセル                      |
| G53      | グレネード HMS Grenade        | スコッツ社、 グリーノック造船所           | 未起工          | 未進水          | 未完成          | 1945年12月23日に建造キャンセル                     |
| G99      | ハルバード HMS Halberd        | スコッツ社、 グリーノック造船所           | 未起工          | 未進水          | 未完成          | 1945年12月23日に建造キャンセル                     |
| G06      | パニアード HMS Poniard        | スコッツ社、 グリーノック造船所           | 未起工          | 未進水          | 未完成          | 1945年12月23日に建造キャンセル                     |
| G21      | ライフル HMS Rifle            | ウィリアム・デニー社、 ダンバートン造船所 | 1944年 6月30日  | 未進水          | 未完成          | 1945年12月27日に建造中止、解体                     |
| G30      | スピアー HMS Spear            | ウィリアム・デニー社、 ダンバートン造船所 | 1944年 9月29日  | 未進水          | 未完成          | 1945年12月27日に建造中止、解体                     |